# پاکیلا، مورس‌کوله
پاکیلا (به فنلاندی: Pakila) یک منطقهٔ مسکونی در فنلاند است که در مورس‌کوله واقع شده‌است.